# Hammel (Wisconsin)
Hammel es un pueblo ubicado en el condado de Taylor en el estado estadounidense de Wisconsin. En el Censo de 2010 tenía una población de 713 habitantes y una densidad poblacional de 7,7 personas por km².

## Geografía
Hammel se encuentra ubicado en las coordenadas 45°9′9″N 90°30′23″O / 45.15250, -90.50639. Según la Oficina del Censo de los Estados Unidos, Hammel tiene una superficie total de 92.65 km², de la cual 92.05 km² corresponden a tierra firme y (0.66%) 0.61 km² es agua.

## Demografía
Según el censo de 2010, había 713 personas residiendo en Hammel. La densidad de población era de 7,7 hab./km². De los 713 habitantes, Hammel estaba compuesto por el 98.74% blancos, el 0% eran afroamericanos, el 0.28% eran amerindios, el 0.42% eran asiáticos, el 0% eran isleños del Pacífico, el 0% eran de otras razas y el 0.56% pertenecían a dos o más razas. Del total de la población el 0.42% eran hispanos o latinos de cualquier raza.